# Комесађо
Комесађо (итал. Commessaggio) је насеље у Италији у округу Мантова, региону Ломбардија.
Према процени из 2011. у насељу је живело 872 становника. Насеље се налази на надморској висини од 24 м.

## Становништво
| 1936. | 1951. | 1961. | 1971. | 1981. | 1991. | 2001. | 2011. |
| ----- | ----- | ----- | ----- | ----- | ----- | ----- | ----- |
| 1.853 | 1.753 | 1.523 | 1.299 | 1.239 | 1.160 | 1.160 | 1.169 |